# Восточный пролив (Восточно-Сибирское море)
Восто́чный проли́в — пролив в южной части Восточно-Сибирского моря, между островами из группы Медвежьих островов (Якутия, Нижнеколымский район, Походский наслег). Отделяет острова Лысова и Леонтьева на северо-западе от Четырёхстолбового острова на юго-востоке. Глубина 9—12 м.